# 時空脱獄NINJA ジライヤ
『時空脱獄NINJA ジライヤ』は、2014年に製作されたSF忍者アクション映画。大木ミノルが監督、脚本を担当。

## 概要
- 当初、パイロットして10分バージョンの『時空脱獄NINJA』を制作し、その後、追加して60分にした『時空脱獄NINJA ジライヤ』を伊賀の國忍者映画祭に出品した。
- 2014年8月に伊賀の國忍者映画祭 審査特別賞と映画少年短編映画際 技術賞をダブル受賞する。
- 2014年10月には単館映画上映に備え、さらに11分を追加した『時空脱獄NINJA ジライヤ 完全版』を完成させる。
- 2014年11月3日に十津川村文化祭に招待され『完全版』を初公開している。
- 忍者映画ではあるが舞台は現代でSFアクションとしての要素が大きい。
- 『サイコ・イコール』『サンズ SUN OF THE DEAD』等で知られるWHDジャパンの映像会社AMIエンターティメントが制作。
- 大木ミノル率いるAmiエンターティメントによるストップモーションや3DCGテクノロジーを駆使した映像が話題を呼んだ[誰によって?]。

## あらすじ
突然、タイムワープした未来忍者ジライヤは暴力団で闇金業者マサたちを殺害する。
同時刻にジライヤを抹殺する為にサスケとキリガクレ、そしてジライヤの宿敵オロチが派遣される。
2014年8月の大阪で暴力団と未来忍者たちの激しい攻防が繰り広げられる。
彼らが2014年に来る理由はジライヤの過去に隠されていた。
そしてオロチはシライヤを殺害するため、最終兵器を完成させていた。

## キャスト
- 夏守陽平：　ジライヤ
- 徳丸新作：　オロチ
- 河本政則：　マサ
- 沖一文字：　イチ
- 吉永成吾：　セイジ
- 海道力也：　真田組長
- 伊冴美緋彩：　サイゾウ
- Shin：　サスケ
- 亥戸碧：　ヒロイン（完全版）